# ماركو داليساندرو
ماركو داليساندرو (بالإيطالية: Marco D'Alessandro)‏ (17 فبراير 1991 روما إيطاليا - ) هو لاعب كرة قدم إيطالي، يلعب كلاعب وسط.

## وصلات خارجية
ماركو داليساندرو على موقع الاتحاد الأوربي (الإنجليزية)
- ماركو داليساندرو على موقع قاعدة بيانات كرة القدم.إي يو (الإنجليزية)
- ماركو داليساندرو على موقع Soccerway.com (الإنجليزية)
- ماركو داليساندرو على موقع عالم كرة القدم.نت (الإنجليزية)
- ماركو داليساندرو على موقع AS.com (الإسبانية)